# Parc national Tursujuq
Der Parc national Tursujuq (Inuktitut ᑐᕐᓱᔪᕐᒃ) ist ein 26089,73 km² großer Parcs national in der kanadischen Provinz Québec. Dort entspricht ein Parc national allerdings dem, was in den übrigen Provinzen und Territorien einem Provincial Park entspricht. Der Park ist aktuell der mit weitem Abstand größte der Provinzparks in Québec. Der nächstgrößere, der Parc national Ulittaniujalik, hat nur eine Fläche von 5293,00 km².
Der am 18. Juli 2013 eingerichtete Park liegt auf der Ungava-Halbinsel im äußersten Norden der kanadischen Provinz Québec in der Region Nunavik. Der nächstgelegene Ort, die Inuit-Siedlung Umiujaq, liegt östlich des Parks am Ufer der Hudson Bay und wird von diesem umschlossen.
Im Westen des Schutzgebietes liegt der Lac Guillaume-Delisle, eine große dreiecksförmige Inlandsbucht der Hudson Bay sowie östlich davon der Lac à l’Eau Claire, welcher aus zwei Impaktkratern entstand. Nördlich dieser Seen liegt der Lacs des Loups Marins. Außerdem wird der Park vom Rivière Nastapoka durchflossen.
Laut der Parkverwaltung leben im Schutzgebiet 38 Säugetierarten, 131 Vogelarten und 42 Fischarten. Zu den Säugetieren die hier im Park vorkommen gehören auch die Ungava-Seehunden (Phoca vitulina mellonae), der einzige Unterart von Seehunden, welche im Süßwasser lebt.
Grundsätzlich werden die Parcs national in der Provinz Québec durch die Société des établissements de plein air du Québec (Sépaq) verwaltet. Da der Park jedoch nördlich des 55. Breitengrads und damit in der Region Nunavik liegt, erfolgt die Verwaltung durch die der Administration régionale Kativik (Kativik Regional Government, KGR) unterstehende Parcs Nunavik.